# London Sinfonietta

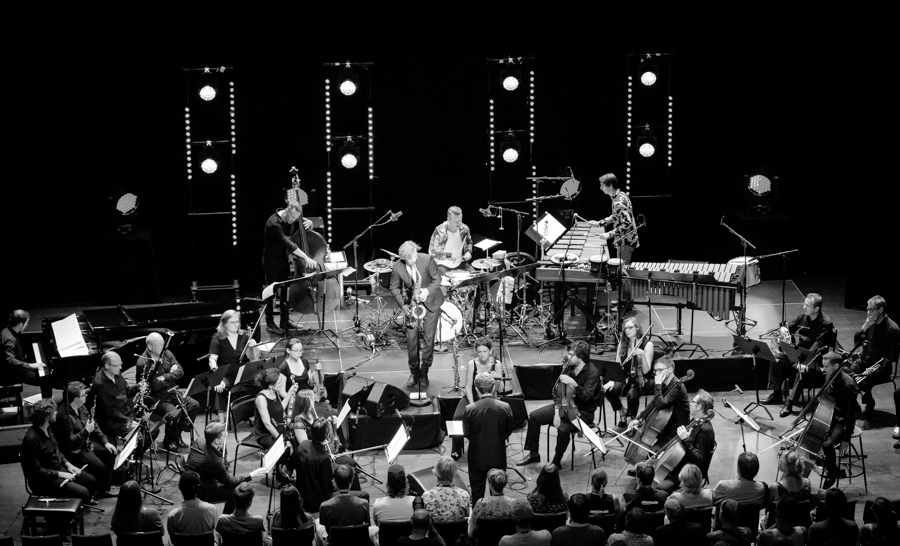
London Sinfonietta (2018)

La London Sinfonietta es una orquesta de cámara británica con sede en Londres. Fue fundada en 1968. Su sala de conciertos habitual es el Southbank Centre. 
El conjunto está especializado en música clásica contemporánea, así como obras de una variedad muy amplia de géneros. Interpretan clásicos modernos estrenando obras a nivel mundial e interpretan música de artistas electrónicos así como música popular o jazz. A través de colaboraciones frecuentes con coreógrafos, artistas de vídeo y cineastas, el conjunto llega numerosas audiencias.

## Directores
Nicholas Snowman y David Atherton fundaron la orquesta en 1968. Atherton fue el primer director musical, desde 1968 hasta 1973. Michael Vyner ocupó el cargo de director artístico desde 1972 hasta 1989.  Paul Crossley hizo lo mismo desde 1988 hasta 1994.  Markus Stenz ocupó el cargo de director musical desde 1994 hasta 1998. El compositor Oliver Knussen fue el director musical desde 1998 hasta 2002 y es el director emérito de la orquesta. El director artístico del conjunto desde 1998 hasta 2006 fue Gillian Moore tras haber ocupado el cargo de educador oficial durante 10 años.